# Boyd (Montana)
Boyd é uma região censitária  comunidade não incorporada do condado de Carbon, no estado norte-americano de Montana.
Em 2010, segundo o censo efetuado nesse ano, tinha uma população de 35 habitantes.  Boyd foi uma paragem da Northern Pacific Railway em direção a  Red Lodge. Nesta localidade, abriu uma estação de correios em 12 de março de 1909 com  Roland N. Doughty como primeiro carteiro. Desde 3 de dezembro de 1965 que a estação de correios tem funcionado como estação rural deRoberts com o código zip de 59013.